# Tonnes
Tonnes est une localité du comté de Nordland, en Norvège.

## Géographie
Administrativement, Tonnes fait partie de la kommune de Lurøy.